# Isole Salomone ai Giochi della XXIX Olimpiade
Le Isole Salomone ha partecipato ai Giochi della XXIX Olimpiade di Pechino, svoltisi dall'8 al 24 agosto 2008, con una delegazione di 3 atleti.

## Atletica leggera
| Gara            | Atleta          | Batterie | Batterie | Quarti | Quarti | Semifinali | Semifinali | Finale | Finale |
| Gara            | Atleta          | Tempo    | Pos.     | Tempo  | Pos.   | Tempo      | Pos.       | Tempo  | Pos.   |
| --------------- | --------------- | -------- | -------- | ------ | ------ | ---------- | ---------- | ------ | ------ |
| 100 m maschili  | Francis Manioru | 11"09    | 8        |        |        |            |            |        |        |
| 100 m femminili | Pauline Kwalea  | 13"28    | 9        |        |        |            |            |        |        |

## Sollevamento pesi
| Gara  | Atleta     | Strappo | Strappo | Slancio | Slancio | Totale | Posizione |
| Gara  | Atleta     | Ris.    | Pos.    | Ris.    | Pos.    | Totale | Posizione |
| ----- | ---------- | ------- | ------- | ------- | ------- | ------ | --------- |
| 58 kg | Wendy Hale | 78      | 12      | 95      | 12      | 173    | 12        |